# تشهار مورون جوكار (مارغون)
تشهار مورون جوکار (بالفارسية: چهارمورون جوکار) هي قرية تقع في إيران في قسم مارغون الريفي. يقدر عدد سكانها بـ 96 نسمة بحسب إحصاء 2016.